# ميوكي تاكاهاشي
ميوكي تاكاهاشي (25 ديسمبر 1978 في اليابان - ) (بالكانا:たかはし みゆき) هي لاعب كرة طائرة شاطئية ولاعبة كرة طائرة يابانية في مركز ضارب خارجي ‏. شاركت في الألعاب الأولمبية الصيفية 2004 والألعاب الأولمبية الصيفية 2008 ودورة الألعاب الآسيوية 2002 ودورة الألعاب الآسيوية 2006. ولعبت مع أن إي سي ريد روكتس ‏.

## وصلات خارجية
- ميوكي تاكاهاشي على موقع عالم الكرة الطائرة (الإنجليزية)
- ميوكي تاكاهاشي على موقع دوري الدرجة الأولى الإيطالي للكرة الطائرة - سيدات (الإيطالية)
- ميوكي تاكاهاشي على موقع الدوري الياباني (مؤرشف) (اليابانية)
- ميوكي تاكاهاشي على موقع أوليمبيديا (الإنجليزية)